# Eurythenes gryllus
Eurythenes gryllus är en kräftdjursart som först beskrevs av Lichtenstein 1822.  Eurythenes gryllus ingår i släktet Eurythenes och familjen Lysianassidae. Inga underarter finns listade i Catalogue of Life.

## Bildgalleri

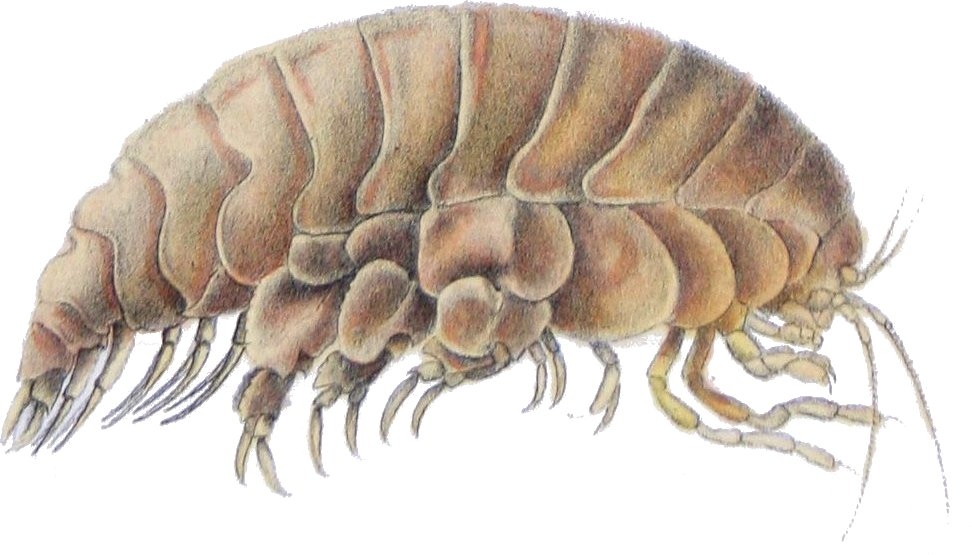
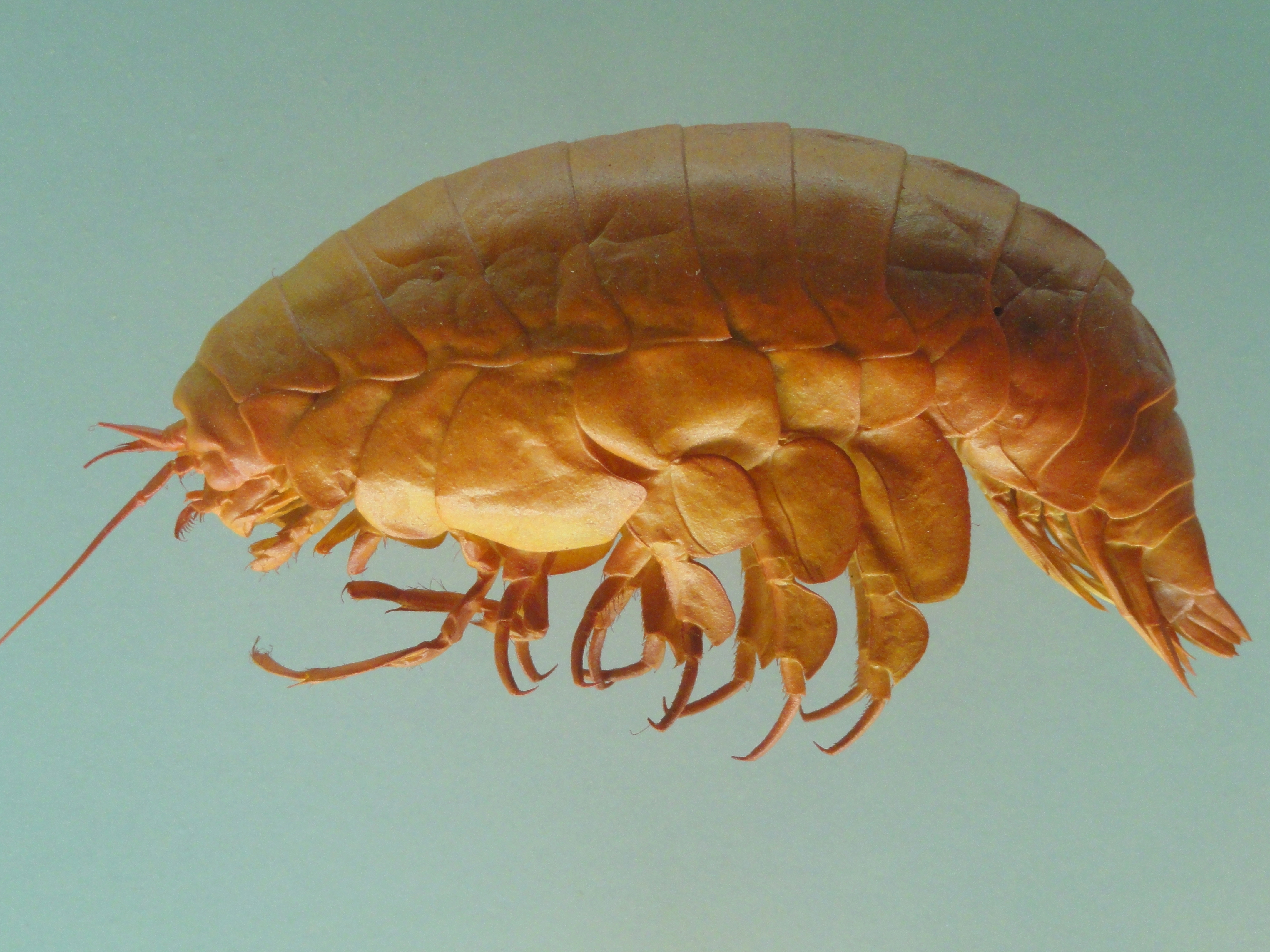
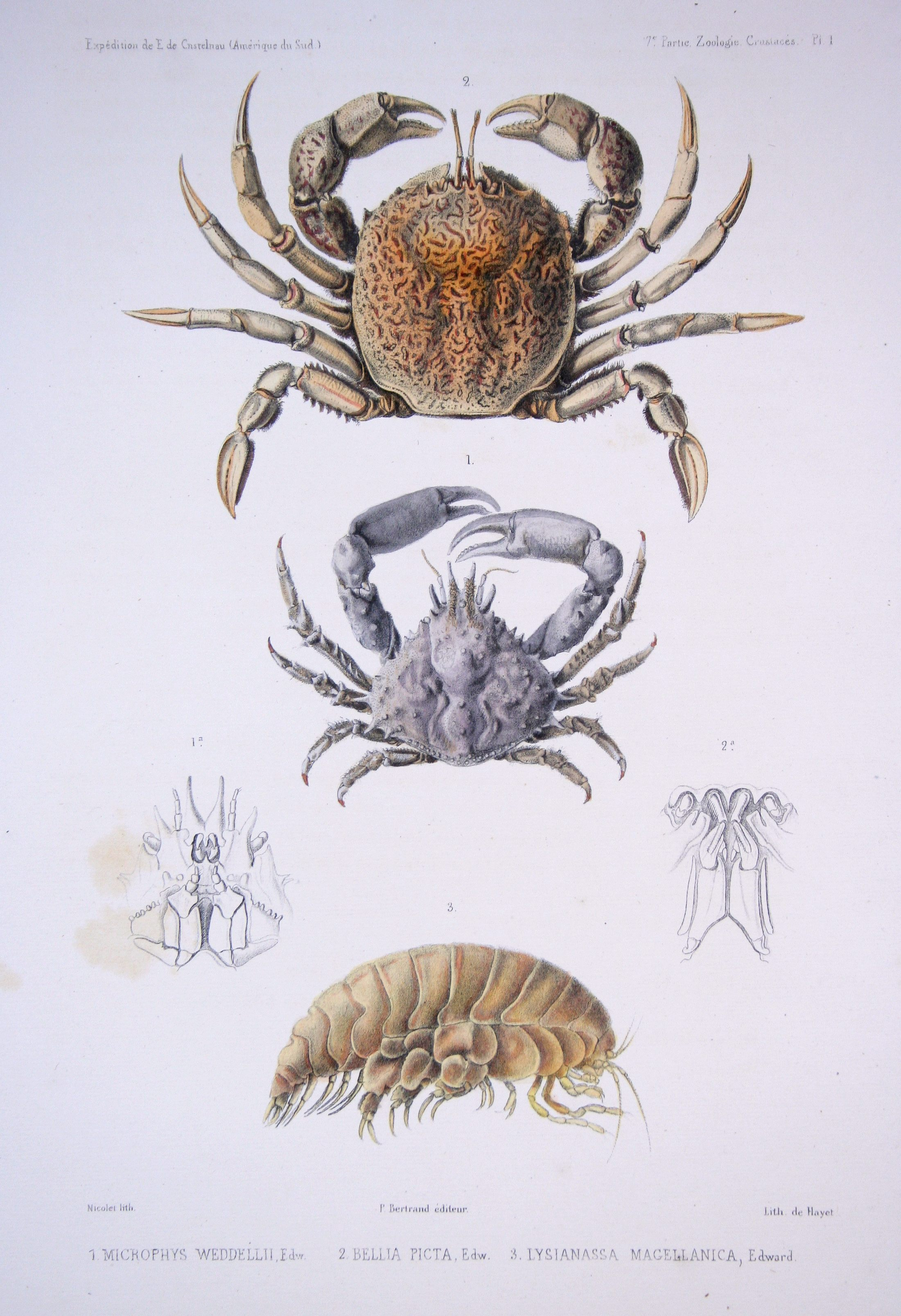